# 巴羅河
巴羅河是愛爾蘭的一條河流，位在愛爾蘭島的南部，巴羅河是的三姊妹河之一，另外兩條分別是諾爾河與舒爾河。

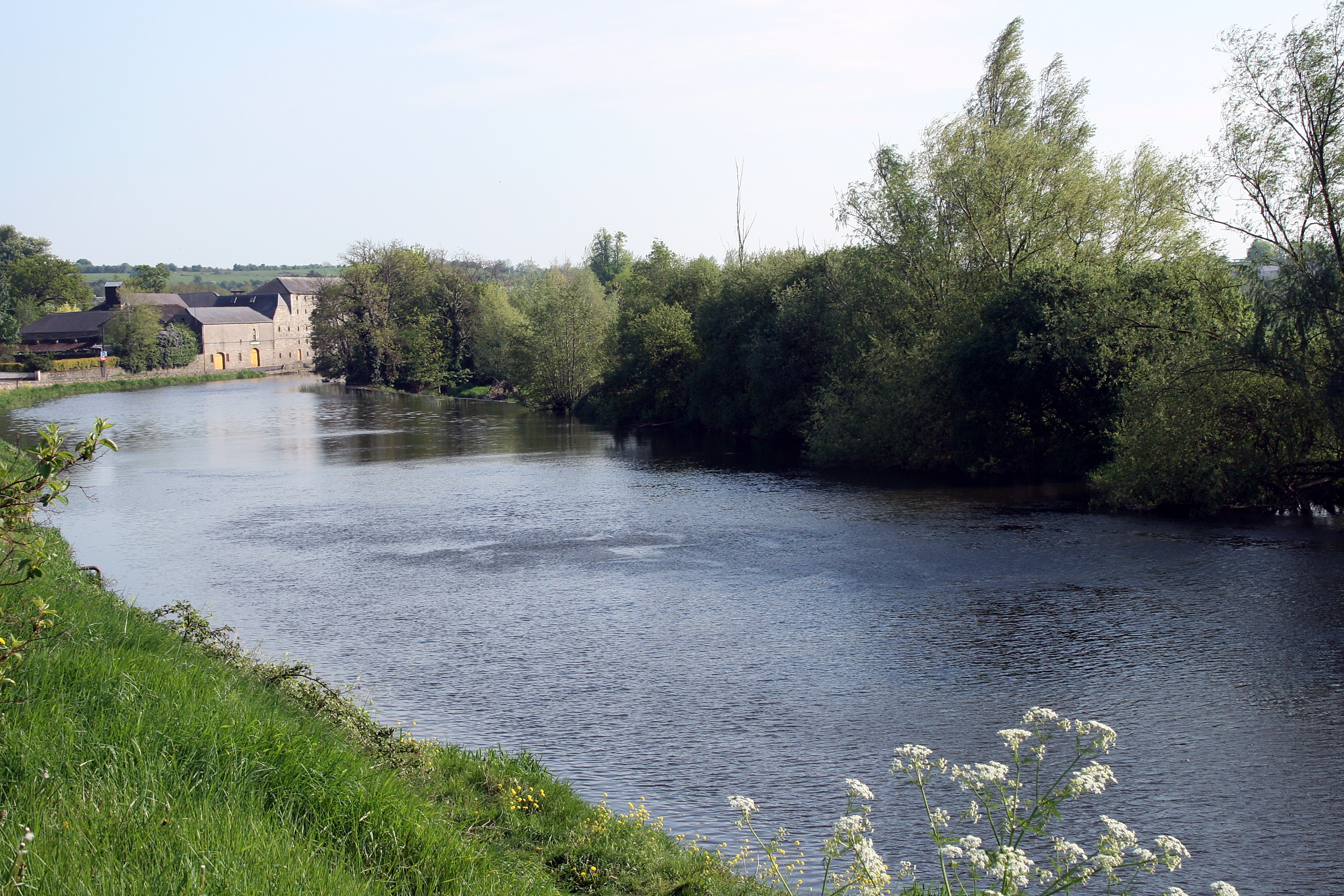
巴羅河

巴羅河總長192公里，長度在愛爾蘭河流中排第二位，僅次於香農河。起源自萊伊什郡，巴羅河流經阿賽、卡洛、紐羅斯等城鎮，最終在沃特福德注入凱爾特海。